# Johannes Heinrich Fenner
Johannes Heinrich Fenner (* 17. September 1875 in Obergrenzebach; † 6. September 1957 ebenda) war Abgeordneter des Provinziallandtages der preußischen Provinz Hessen-Nassau.

## Leben
Johannes Heinrich Fenner war der Sohn des Paul Johannes Fenner und dessen Gemahlin Anna Elisabeth Ritter. Er war Landwirt und betätigte sich politisch. 1921 erhielt er in indirekter Wahl ein Mandat für den Kurhessischen Kommunallandtag, aus dessen Mitte er zum Abgeordneten des Provinziallandtages der Provinz Hessen-Nassau bestimmt wurde. Hier war er in verschiedenen Ausschüssen tätig, so im Hauptausschuss. Er gehörte der Hessischen Arbeitsgemeinschaft, einer politischen Gruppierung, an.